# Roman Dmowski

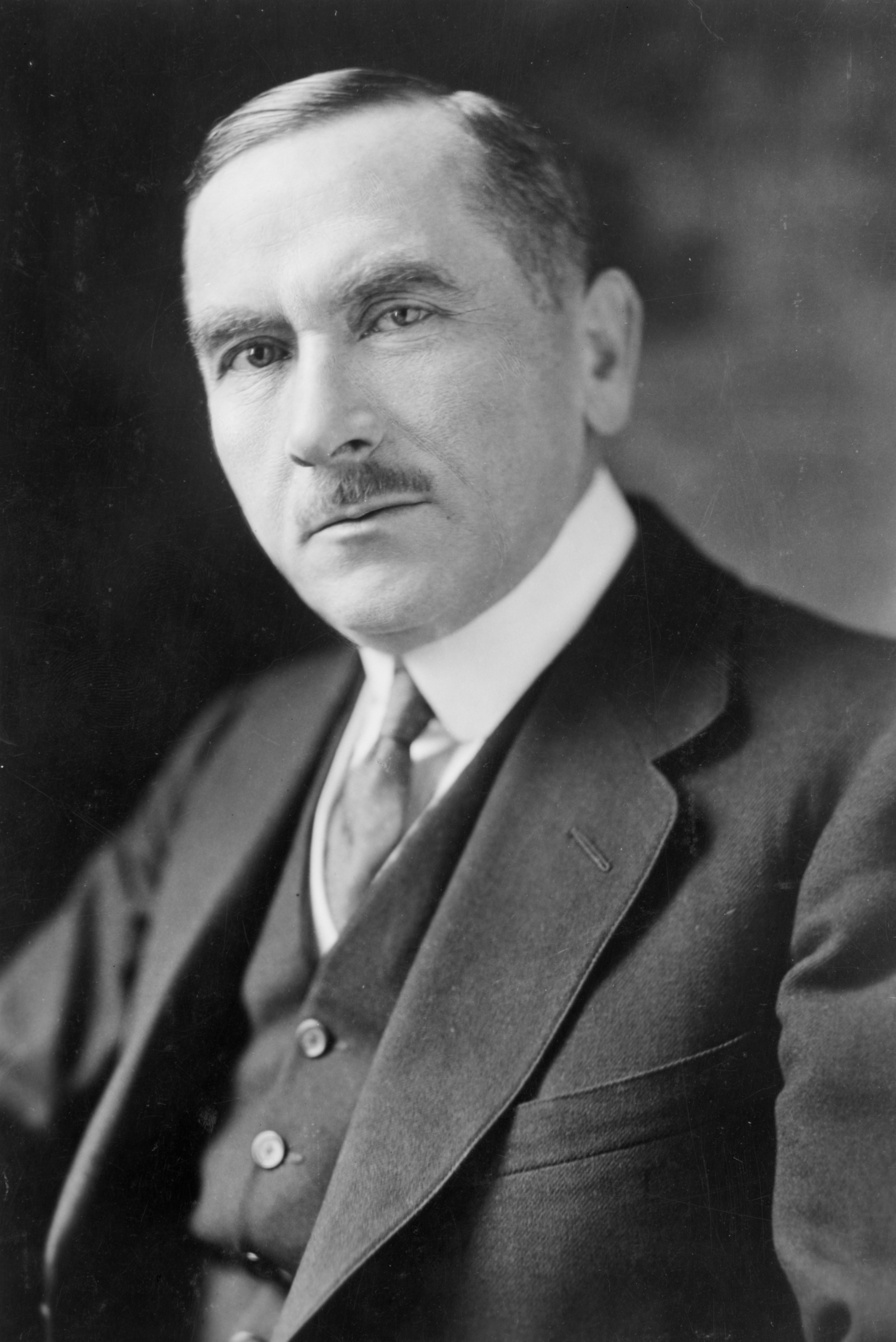
Roman Dmowski, Porträtfoto von Harris & Ewing, 1919

Roman Stanisław Dmowski (* 9. August 1864 in Kamionki, Gmina Kórnik bei Warschau, Russisch-Polen; † 2. Januar 1939 in Drozdowo (Kreis Łomża)) war ein polnischer Politiker und einer der Hauptakteure der National-Demokratischen Partei (endecja). Bisweilen wird er sogar als Vater des polnischen Nationalismus bezeichnet, obwohl er mit seiner prorussischen Haltung und panslawistischen Idee mit Polen als einem Teil des von Russen dominierten slawischen Reiches die Spaltung der endecja verursachte. Im Gegensatz zu Józef Piłsudski, dessen erbitterter Opponent er war und dessen Politik auf eine polnische Expansion nach Osten auf Kosten der Sowjetunion zielte, forderte Dmowski eine Expansion Polens nach Westen über die historischen Grenzen hinaus, um ehemals slawische, „germanisierte“ Gebiete wiederzugewinnen. Dabei ging es vor allem um Teile der deutschen Gebiete Schlesien und Ostpreußen.

## Leben und Werk
Dmowski entstammte einem alten polnischen Adelsgeschlecht (Familienwappen Pobóg). Schon in seiner Studienzeit wurde er im Polnischen Jugendverband „Zet“ (Związek Młodzieży Polskiej „Zet“) politisch aktiv. Er organisierte Straßendemonstrationen der Studenten zu Ehren des 100. Jahrestages der ersten polnischen Verfassung vom 3. Mai 1791 und wurde dafür mit sechs Monaten Gefängnis im X. Pavillon der Zitadelle Warschau und anschließender Verbannung nach Mitau bestraft. 1895 konnte er fliehen und ließ sich in Lemberg nieder, der Hauptstadt Galiziens, das damals Teil Österreichs war. Dort übernahm er im Juli 1895 die Redaktion der Zeitschrift Przegląd Wszechpolski (Allpolnische Rundschau), die ideologisches Sprachrohr der polnischen nationaldemokratischen Bewegung war. Dmowski wurde 1893 Leiter der Nationalliga (Liga Narodowa) und war 1897 Mitbegründer der National-Demokratischen Partei (Stronnictwo Narodowo-Demokratyczne). Die Jahre 1898 bis 1900 verbrachte er in Frankreich und England. Ab 1900 sprach er sich für die Annäherung an Russland aus, was auf starken Widerstand in der Partei traf und zur Spaltung der National-Demokratischen Partei führte. 1901 kehrte er nach Galizien zurück, diesmal nach Krakau, von wo er 1904 nach Japan reiste, um Anstrengungen Piłsudskis um japanische Waffenlieferungen für polnische bewaffnete Aktionen an der Westflanke Russlands während des Russisch-Japanischen Krieges zu konterkarieren. 1905 siedelte er nach Russisch-Polen um, wo seine prorussische Haltung mit einem Sitz in der II. und III. russischen Duma (1907–1909) belohnt wurde. Dort übernahm er die Führung des polnischen Blocks. Dmowski bekämpfte revolutionäre Bewegungen (unter anderem auch die polnisch-nationale PPS-„Frakcja Rewolucyjna“ Piłsudskis) und war Antisemit. 1911 organisierte er den Boykott jüdischer Unternehmen. 1915 fuhr er erneut ins Ausland (Schweiz und Frankreich), wo er für politische Unterstützung Polens durch die Entente-Staaten sorgte. Am 15. August 1917 gründete er in Lausanne das Polnische Nationalkomitee (Komitet Narodowy Polski), in das erst im Januar 1919 zehn Vertreter Józef Piłsudskis kooptiert wurden, und übernahm dessen Führung. Das Komitee wirkte politisch in Paris und arbeitete eng mit dem 1916 in Posen gegründeten Obersten Volksrat zusammen.
Dmowski leitete die polnische Delegation während der Friedensverhandlungen in Paris und unterzeichnete den Friedensvertrag von Versailles. Nach dem Zerfall des zaristischen Russlands verwarf er die Idee des russisch dominierten panslawistischen Reiches und sprach sich für einen national homogenen und monokonfessionell katholischen polnischen Staat aus. Er war damit weiterhin politischer Gegner Piłsudskis, der nicht nur schon immer einen souveränen, sondern multinationalen und multikonfessionellen Bundesstaat anstrebte.
Im neu gegründeten Polen war Dmowski Abgeordneter der Verfassunggebenden Nationalversammlung, Mitglied des Verteidigungsrates und im Herbst 1923 für knapp zwei Monate Außenminister im Kabinett von Wincenty Witos.
Nach Piłsudskis Maiputsch im Mai 1926 gründete Dmowski das „Lager des Großen Polens“ (Obóz Wielkiej Polski) und später die Nationalpartei (1928–1947) (Stronnictwo Narodowe). Er verbrachte seine letzten Lebensjahre in Drozdowo bei Łomża und verstarb dort am 2. Januar 1939. Zeitlebens war Dmowski unumstrittener Anführer der polnischen Nationaldemokratischen Partei. Der Begründer der polnischen Westforschung Zygmunt Wojciechowski, Chefideologe des „Bundes der jungen Nationalisten“ (Związek Młodych Narodowców), nannte Dmowski sein politisches Vorbild.
Dmowski war aber nicht nur Politiker, sondern auch politischer Publizist. Zeit seines Lebens setzte er auf ein enges Bündnis mit Russland, da er in Deutschland Polens Hauptgegner sah. In seinen Büchern beschrieb er seine Staatsvisionen, u. a. die eines neuen Patriotismus, der auf den nationalen Interessen und politischen Realismus gründete. Er prangerte mangelnde Disziplin, Unfähigkeit zur Gruppenzusammenarbeit sowie Passivität als polnische „Sünden“ an. Er thematisierte den angeblich negativen Einfluss der jüdischen Minderheit, die seiner Meinung nach das polnische Wirtschaftsleben dominierte und während der Teilungen Polens eine gleichgültige, manchmal sogar konträre Haltung gegenüber den polnischen Interessen angenommen habe. Überdies bezeichnete er Juden als „fremdartige Elemente“ und „große innere Gefahr“.

## Schriften (Auswahl)
- Nasz Patriotyzm. Podstawy programu współczesnej polityki narodowej. s. n., s. l. 1893, (Digitalisat).
- Myśli nowoczesnego Polaka. Towarzystwo Wydawnicze, Lwów 1904 (1903), (Digitalisat).
- Walka z anarchią i Demokracja Narodowa. In: Dzwon Polski. Nr. 218, 1906, S. 1.
- Niemcy, Rosya i kwestya polska. Altenberg, Lwów 1908, (Digitalisat).
  - Neuauflage: Niemcy, Rosja i kwestia polska. 7. Auflage nach der von 1938, Wydawnia Nartom, Breslau 2013, ISBN 978-83-89684-79-0.
- Anachronizmy. In: Głos Warszawski. Nr. 165–167, 1909.
- Upadek myśli konserwatywnej w Polsce. Sadzewicz u. a., Warszawa 1914, (Digitalisat; zuvor in Gazety Warszawskiej, Nr. 317–354, 1913).
- Nowe czasy i nowe zagadnienia. In: Przegląd Wszechpolski. Nr. 1, 1924, S. 1–10.
- Polityka polska i odbudowanie państwa. Z dodaniem memoralju „Zagadnienia srodkowo- i wschodnio-europejskie“ i innych dokumentów polityki polskiej za lat 1914–1919. Perzyński, Warszawa 1925, (Digitalisat; zuvor in verschiedenen Periodica).
- O napaści na posła Zdziechowskiego. In: Głos Warszawski. Nr. 281, 1926.
- Kościół, naród i państwo (= Obóz wielkiej Polski, Wskazania programowe. 4). Nakładem Obozu Wielkiej Polski, Warszawa 1927, (Digitalisat).
- unter Pseudonym: Kazimierz Wybranowski: Dziedzictwo. Powieść. Księgarnia św. Wojciecha, Poznań u. a. 1931, (Digitalisat; zuvor in Gazety Warszawskiej, Nr. 136–330, 1930).
- unter Pseudonym: Kazimierz Wybranowski: W połowie drogi. Powieść. s. n., Warszawa 1931, (Digitalisate; zuvor in Gazety Warszawskiej, Nr. 116–250, 1929).
- Świat powojenny i Polska. 3 Bände. Niklewicz, Warszawa 1931, (Digitalisat Bd. (1); zuvor in Gazety Warszawskiej).
- Przewrót. Niklewicz & Załuska, Warszawa 1934, (Digitalisat; zuvor in Gazety Warszawskiej, 1932–1933).

### Deutschsprachig
- Roman Dmowski: Schriften. Quellentexte zum polnischen Nationalismus. Hrsg. von Martin Faber. Brill – Schöningh, Paderborn 2023, ISBN 978-3-506-70291-3.
- Deutschland, Russland und die polnische Frage. (Auszüge). In:  Andrzej Chwalba (Hrsg.): Polen und der Osten. Texte zu einem spannungsreichen Verhältnis. Suhrkamp, Frankfurt am Main 2005, ISBN 3-518-41731-2.